# 麻海りあ
麻海りあ （あさみりあ、1990年8月1日 - ）は、日本のグラビアアイドルである。マークスジャパン所属。

## 作品

### イメージビデオ
1. 『激写 Vol.37 麻海りあ』（2008年11月21日、日本メディアサプライ）
2. 『MUGEN 麻海りあ 美的妄想シャングリラ』（2010年2月20日、MUGEN）
3. リアる（2009年1月25日、エアーコントロール）
4. Acid Bomb（2011年4月30日、Acid Break Cherry）
5. pg（2012年1月25日、ターンテーブル）